# Штамбахр, Франтишек
Франтишек Штамбахр (Штамбахер) (чеш. František Štambachr (Štambacher), родился 13 февраля 1953 в Чебине) — чехословацкий футболист, универсальный полузащитник. Чемпион Европы 1976 года, олимпийский чемпион 1980 года.

## Карьера

### Клубная
Воспитанник школ команд «Сокол» (Чебин) и «Брно». Дебютировал в профессиональном футболе в 1972 году в составе клуба «Дукла» из Праги. В течение 12 лет выступал за пражскую команду, сыграл 292 матча в Первой лиге Чехословакии, забил 13 голов. В Кубке УЕФА сыграл 13 матчей, забил три гола. Трижды завоёвывал титул чемпиона Чехословакии и дважды побеждал в Кубке Чехословакии. Остаток карьеры провёл в Греции, выступая за афинские АЕК и «Аполлон».

### В сборной
В сборной Чехословакии провёл 31 матч и забил 5 голов. На чемпионате Европы 1976 не сыграл ни одного матча, но стал чемпионом Европы. На чемпионате Европы 1980 года провёл две игры в групповом этапе и стал бронзовым призёром первенства континента. В том же 1980 году принял участие в Московской Олимпиаде, сыграл в финале футбольного турнира, который чехословаки выиграли. 
Через 2 года сыграл на чемпионате мира в Испании (провёл одну игру), который чехословаки провалили.

## После карьеры игрока
С сентября 2006 года является руководителем фитнес-центра в Праге.

## Титулы
- Олимпийский чемпион 1980 года
- Чемпион Европы 1976 года
- Бронзовый призёр 1980 года
- Чемпион Чехословакии: 1977, 1979, 1982
- Победитель Кубка Чехословакии: 1981, 1983